# NGC 185

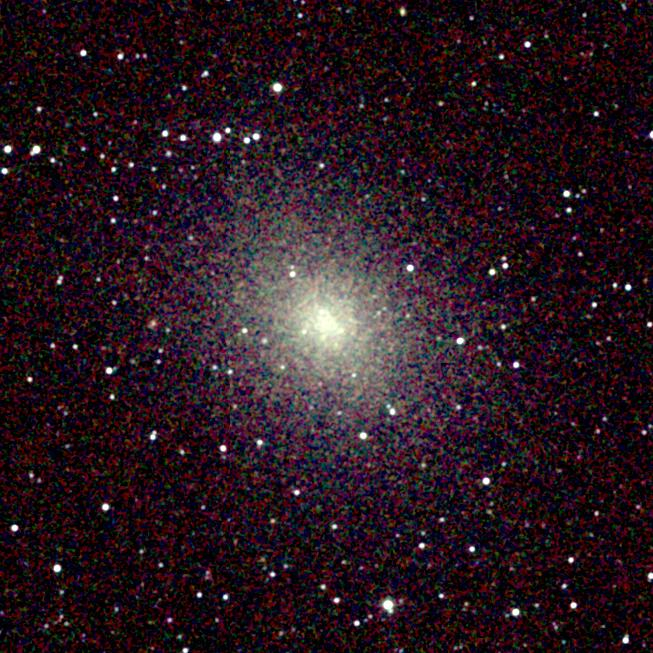
NGC 185

NGC 185 是仙后座的一個矮橢圓星系，也是仙女座星系的衛星星系之一。

## 距離
至少有兩種技術被用來測量NGC 185的距離。表面亮度波動距離測量技術根據星系外觀的顆粒度來估計星系的距離，使用此技術測量到到NGC 185的距離為2.08±0.15Mly(640 ± 50 kpc)。然而因為NGC 185足夠接近地球，可以使用紅巨星分支尖端方法來估計其距離。使用此技術估計NGC 185 的距離為2.02 ± 0.2Mly(620 ± 60 kpc)。